# Cadena perpètua (pel·lícula)
Cadena perpètua (títol original en anglès The Shawshank Redemption) és una pel·lícula de 1994 basada en l'obra de Stephen King Rita Hayworth and the Shawshank Redemption. La pel·lícula fou adaptada i dirigida per Frank Darabont i protagonitzada per Tim Robbins i Morgan Freeman. Va ser doblada al català.
Malgrat que no va tenir un gran èxit en la seva estrena, la pel·lícula va rebre molt bones crítiques en la seva posterior exhibició per televisió i DVD i ha estat considerada una de les millors pel·lícules de tots els temps. Pertany al subgènere de presons, on els reclusos tiren endavant amb la seva amistat i el seu enginy enfront de les injustícies dels alcaids.
El 2015, la Biblioteca del Congrés dels Estats Units va seleccionar la pel·lícula per a la seva preservació al National Film Registry, descrivint-la com «cultural, històrica o estèticament significativa».

## Argument
El 1947 Andy Dufresne, vicepresident d'un banc de Portland (Maine), és acusat de la mort de la seva esposa i l'amant d'aquesta, un famós jugador de golf, i condemnat a dues cadenes perpètues per cadascun dels que ha matat, malgrat que no hi ha proves concloents de la seva autoria, és enviat a la presó de Shawshank.
Una persona de la sensibilitat de l'Andy, que atorga gran importància a la literatura i sobretot a la música clàssica, suposa una provocació per als altres presos, que responen maltractant-lo amb molta brutalitat. A llarg termini, però, fa efecte que l'Andy es mantingui fidel als seus principis, ja que la seva manera de ser atrau diversos dels presos, en particular en "Red", que porta 20 anys a la presó acusat d'assassinat. En "Red" té fama de ser capaç d'obtenir qualsevol cosa, per exemple aconsegueix per l'Andy un martell de geòleg i un pòster, primer de la Rita Hayworth, després de la Marilyn Monroe i posteriorment de la Raquel Welch, la qual cosa no el lliura de caure en mans d'un grup de presos que no el deixen en pau. En "Red" li dona un cop de mà i el tria per arreglar una teulada. Allí l'Andy escolta per casualitat els problemes financers d'un guardià que es queixa de la càrrega fiscal que li suposa una herència de 35.000 dòlars que ha rebut. L'Andy li ofereix la seva ajuda per fer la declaració d'impostos, i com a contrapartida, només demana tres cerveses per cadascun dels seus companys. Això fa que la seva fama transcendeixi i que en pocs anys acabi fent les declaracions de tots els guàrdies de la presó i dels d'altres presons del comtat. Aquesta activitat li serveix també per lliurar-se definitivament dels seus assetjadors, dels quals se'n ocupa el capità dels guàrdies Byron Hadley. A l'Andy el col·loquen a la biblioteca de la presó, des d'on escriu una carta cada setmana al senat demanant fons per a aquesta, aconseguint amb la seva insistència la millor biblioteca carcerària.
L'Andy té un tracte privilegiat, ja que porta els comptes del corrupte Alcaid Norton, que amb els presos realitza treballs amb els quals ningú pot competir, i les companyies que volen treballar li han de pagar una forta comissió que l'Andy converteix en diner blanc, inventant un personatge fictici pel qui fins i tot aconsegueix papers legals.
L'Andy s'ocupa més d'ajudar als que volen estudiar, entre ells en Tommy, un jove que vol canviar de vida. Gràcies a ell en Tommy aconsegueix treure's el graduat. I és el noi qui li explica que en una de les presons en les quals va estar, va coincidir amb un home que li va explicar que havia assassinat a un jugador de golf i a la seva amant i que van acusar del fet al marit d'ella. L'Andy veu en aquella confessió un indici d'esperança però que queda truncada per l'alcaid, que no l'ajuda i que acaba fent matar a en Tommy, negant-li així l'oportunitat de revisar el seu cas. El mateix Andy passarà dos mesos a la cel·la de càstig al negar-se a seguir amb la comptabilitat de l'alcaid.
A la sortida hi tornarà, però aquella mateixa nit desapareix de la seva cel·la sense que ningú sàpiga què va ser d'ell, fins que descobreixen un túnel darrere d'un gran pòster de la Raquel Welch. Un cop fora, amb la identitat del personatge inventat, traurà del banc 300.000 dòlars de l'alcaid, a més d'enviar una carta amb proves de la seva corrupció a tota la premsa, aquest fet provoca que l'alcaid Norton acabi suïcidant-se.
Cert temps després, al cap de 40 anys a la presó, en "Red" és posat en llibertat. Per a ell la vida a l'exterior és tan absurda com per en Brooks i pensa a tornar a delinquir per tornar a la seva "llar". Només el reté la promesa que li va fer a l'Andy de que aniria a un camp on hi havia alguna cosa per a ell. Ho fa i allí hi descobreix diners suficients com per anar al lloc al qual li havia dit l'Andy que s'instal·laria si algun dia sortia de la presó, un poblet mexicà al costat del Pacífic on muntaria un hotel. En "Red" va fins allà on es retroben i es converteix en el seu ajudant.

## Producció

### Desenvolupament
Frank Darabont va col·laborar per primera vegada amb l'escriptor Stephen King en 1983 en un curtmetratge basat en el relat «La dona de l'habitació», comprant-li els drets per un dòlar, acord que l'autor utilitzava per a ajudar els nous directors a iniciar una carrera adaptant les seves històries curtes. Després de rebre el seu primer crèdit com a guionista en 1987 per A Nightmare on Elm Street 3: Dream Warriors, Darabont es va contactar novament amb King per a oferir-li cinc mil dòlars pels drets d'adaptació de Rita Hayworth i la redempció de Shawshank, una novel·la de noranta-sis pàgines pertanyent a la col·lecció Les quatre estacions de 1982, escrita per l'autor de Maine amb l'objectiu d'explorar altres gèneres a més del terror, pel qual era mundialment conegut. Encara que King inicialment no entenia com la seva història podia convertir-se en un llargmetratge, Darabont tenia clar el seu potencial fílmic. L'escriptor mai va cobrar el xec per cinc mil dòlars que li va donar el director; més tard el va emmarcar i li ho va retornar acompanyat d'una nota que deia: «En cas que alguna vegada necessitis diners per a la fiança. Amb afecte, Steve».
Cinc anys més tard, Darabont va escriure el guió durant un període de vuit setmanes, afegint alguns elements addicionals a la història de King. Així mateix, el director va transformar li va donar a Brooks, un personatge menor en la novel·la que mor en un asil d'ancians, un major enfocament dramàtic que acaba penjant-se en una habitació davant la impossibilitat d'adaptar-se a la vida en llibertat. Tommy, qui en la novel·la és traslladat a una altra presó després d'afirmar que té les proves de la innocència d'Andy, en el guió és assassinat per ordre del alcaide Norton, convertit per Darabont en l'antagonista principal. Entre les seves fonts d'inspiració, el director va esmentar l'obra de Frank Capra, incloent Mr. Smith Goes to Washington (1939) i Qué bello es vivir (1946), a més de citar a Goodfellas (1990), de Martin Scorsese, com un model sobre l'ús dels diàlegs per a il·lustrar el pas del temps en el guió, així com a Birdman of Alcatraz (1962), un drama carcerari dirigit per John Frankenheimer. Mentre explorava llocs de filmació, Darabont es va assabentar que Frankenheimer estava fent el propi per al seu llargmetratge Against the Wall, i va afirmar que aquest li va donar alguns consells i ho va animar a continuar amb el seu projecte.
En aquest moment, les pel·lícules sobre presons no travessaven el seu millor moment i sovint fracassaven en la taquilla. No obstant això, Liz Glotzer, productora de Castle Rock Entertainment, va llegir el guió i el seu interès la va portar a amenaçar amb abandonar si la companyia no produïa The Shawshank Redemption. A Rob Reiner, director i cofundador de l'empresa, també li va agradar la història i li va oferir entre 2,4 i 3 milions de dòlars perquè li permetés dirigir-la. Reiner, que prèviament s'havia exercit en la pel·lícula Cuenta conmigo (1986) a partir de la novel·la. El cuerpo de King, pretenia oferir el paper d'Andy a Tom Cruise i el de Red a Harrison Ford.
Davant el desig de Reiner per dirigir el film, Castle Rock li va oferir a Darabont el finançament complet de qualsevol altre projecte que ell volgués desenvolupar, i encara que va considerar seriosament l'oferta, citant el fet d'haver crescut pobre a Los Angeles i creient que elevaria la seva posició en la indústria, va triar continuar, afirmant en una entrevista al setmanari Variety (2014): «Pots continuar ajornant els teus somnis a canvi de diners i morir sense haver fet el que et vas proposar». Finalment Reiner va oficiar com a mentor de Darabont en el projecte. A les dues setmanes de presentar el guió en Castle Rock, Darabont comptava amb un pressupost de 25 milions de dòlars, prenent un salari de 750 000 USD més un percentatge dels guanys nets, per a realitzar la seva pel·lícula, la preproducció de la qual va començar al gener de 1993.

## Música
La banda sonora la va compondre en Thomas Newman. Va ser nominada per a l'Oscar a la millor banda sonora original i a un premi Grammy.
| Núm. | Títol                                              | Artista       | Durada |
| ---- | -------------------------------------------------- | ------------- | ------ |
| 1.   | «May»                                              | Thomas Newman | 0:33   |
| 2.   | «Shawshank Prison»                                 | Thomas Newman | 1:53   |
| 3.   | «New Fish»                                         | Thomas Newman | 1:50   |
| 4.   | «Rock Hammer»                                      | Thomas Newman | 1:51   |
| 5.   | «An Inch of His Life»                              | Thomas Newman | 2:48   |
| 6.   | «If I Didn't Care»                                 | Thomas Newman | 3:03   |
| 7.   | «Brooks Was Here»                                  | Thomas Newman | 5:06   |
| 8.   | «His Judgement Cometh»                             | Thomas Newman | 2:00   |
| 9.   | «Suds on the Roof»                                 | Thomas Newman | 1:36   |
| 10.  | «Workfield»                                        | Thomas Newman | 1:10   |
| 11.  | «Shawshank Redemption»                             | Thomas Newman | 4:26   |
| 12.  | «Lovesick Blues»                                   | Thomas Newman | 2:42   |
| 13.  | «Elmo Blatch»                                      | Thomas Newman | 1:08   |
| 14.  | «Sisters»                                          | Thomas Newman | 1:18   |
| 15.  | «Zihuatanejo»                                      | Thomas Newman | 4:43   |
| 16.  | «Les noces de Fígaro: Duetto-Canzonetta sull'aria» | W.A.Mozart    | 3:32   |
| 17.  | «Lovely Raquel»                                    | Thomas Newman | 1:55   |
| 18.  | «And That Right Soon»                              | Thomas Newman | 1:08   |
| 19.  | «Compass and Guns»                                 | Thomas Newman | 3:53   |
| 20.  | «So Was Red»                                       | Thomas Newman | 2:44   |
| 21.  | «End Title»                                        | Thomas Newman | 4:05   |

## Al voltant de la pel·lícula

### Anecdotari
- La ciutat mexicana de Zihuatanejo esmentada en la pel·lícula, existeix, es troba a la costa del Pacífic a l'estat de Guerrero.[7]

- El paper de l'Andy Dufresne va ser originalment ofert a Tom Hanks, però no va poder acceptar l'oferta per estar ocupat amb el projecte de Forrest Gump. Anys més tard, sí que van poder treballar junts: Frank Darabont dirigint una pel·lícula desenvolupada en una presó protagonitzada per Tom Hanks i basada en una novel·la d'Stephen King, La milla verda. Un altre actor que va rebutjar el paper d'Andy Dufresne i que més tard es va lamentar, va ser en Kevin Costner.[7]

- El director Frank Darabont va visionar cada diumenge durant el temps que va durar el rodatge la pel·lícula "Un dels nostres" de Martin Scorsese, per inspirar-se en els diàlegs de la narració en off i plasmar a la pantalla el pas del temps.[7]

- Stephen King va vendre els drets del seu relat a Frank Darabont molt barats, ells dos s'havien fet amics per carta arran del curt "The Woman in the Room" (1983) en el qual Darabont va adaptar un relat curt de King. El curiós és que no es van conèixer en persona fins que es va iniciar el projecte de "Cadena perpètua".[7]

- La Societat Americana per a la Prevenció de Crueltat contra els Animals ("American Society for the Prevention of Cruelty to Animals") va supervisar el rodatge de les escenes on apareixia el corb de Brook. Durant l'escena en la qual se l'alimentava amb un cuc, la ASPCA es va oposar al·legant que això era cruel per al cuc, i va sol·licitar que utilitzessin un cuc que hagués mort per causes naturals. Quan el van trobar l'escena va ser filmada.[7]

- La pel·lícula que estan veient els presoners de la presó és "Gilda", on l'actriu protagonista és Rita Hayworth.[7]

- Quan Warden Samuel Norton obre la Bíblia per on Andy Dufresne va amagar el seu petit martell, aquest es trobava a la part de l'Èxode, quan els jueus escapen d'Egipte.[8]
- Andy Dufresne emet pels altaveus el duet Canzonetta sull'aria de les Noces de Fígaro en una gravació de 1968, quan l'escena transcorre entre 1955 i 1957.[9]

## Repartiment
| Actor             | Personatge               | Doblatge al català   |
| ----------------- | ------------------------ | -------------------- |
| Tim Robbins       | Andy Dufresne            | Jordi Brau           |
| Morgan Freeman    | Ellis Boyd 'Red' Redding | Joan Crosas          |
| Bob Gunton        | Alcaid Norton            | Jesús Ferrer         |
| William Sadler    | Heywood                  | Pep Ribas            |
| Clancy Brown      | Capità Hadley            | Joan Carles Gustems  |
| Gil Bellows       | Tommy                    | Luis Posada          |
| Mark Rolston      | Bogs Diamond             | Alfonso Vallés       |
| James Whitmore    | Brooks Hatlen            | Manuel Lázaro        |
| Jeffrey Demunn    | Fiscal                   | Claudi García        |
| Larry Brandenburg | Skeet                    | Jaume Lleal          |
| Neil Giuntoli     | Jigger                   | Carles Di Blasi      |
| Brian Libby       | Floyd                    | Santi Lorenz         |
| David Proval      | Snooze                   | Oriol Rafel          |
| Joseph Ragno      | Ernie                    | Jordi Campillo       |
| Paul Mccrane      | Guarda Trout             | Claudi Domingo       |
| John Horton       | Jutge                    | Ferran Llavina       |
| Frank Medrano     | 'Bola'                   | Àlex Messeguer       |
| Mack Miles        | Tyrell                   | Ramon Canals         |
| Brian Delate      | Guarda Dekins            | Oriol De Balle       |
| Ken Magee         | Ned Grimes               | Amadeu Aguado        |
| Bill Bolender     | Elmo Blatch              | Enric Serra Frediani |
| Claire Slemmer    | Caixera                  | Mercè Segarra        |
| James Kisicki     | Banquer                  | Luis Grau            |

## Premis i nominacions
| Any  | Premi                                     | Categoria                               | Persona                                                   | Resultat   |
| ---- | ----------------------------------------- | --------------------------------------- | --------------------------------------------------------- | ---------- |
| 1995 | Premis Oscars                             | Millor pel·lícula                       |                                                           | Nominada   |
| 1995 | Premis Oscars                             | Millor guió adaptat                     | Frank Darabont                                            | Nominat    |
| 1995 | Premis Oscars                             | Millor fotografia                       | Roger Deakins                                             | Nominat    |
| 1995 | Premis Oscars                             | Millor actor                            | Morgan Freeman                                            | Nominat    |
| 1995 | Premis Oscars                             | Millor banda sonora                     | Thomas Newman                                             | Nominat    |
| 1995 | Premis Oscars                             | Millor so                               | Robert J. Litt Elliot Tyson Michael Herbick Willie Burton | Nominats   |
| 1995 | Premis Oscars                             | Millor muntatge                         | Richard Francis-Bruce                                     | Nominat    |
| 1995 | Premi Globus d'Or                         | Millor guió                             | Frank Darabont                                            | Nominat    |
| 1995 | Premi Globus d'Or                         | Millor actor dramàtic                   | Morgan Freeman                                            | Nominat    |
| 1995 | Premis Saturn                             | Millor pel·lícula                       |                                                           | Nominada   |
| 1995 | Premis Saturn                             | Millor guió                             | Frank Darabont                                            | Nominat    |
| 1995 | American Cinema Editors, EUA              | Millor muntatge                         | Richard Francis-Bruce                                     | Nominat    |
| 1995 | American Society of Cinematographers, EUA | Millor Fotografia                       | Roger Deakins                                             | Guanyador  |
| 1996 | Premis de la Acadèmia Japonesa de Cinema  | Pel·lícula estrangera                   |                                                           | Guanyadora |
| 1995 | Camerimage                                | Millor fotografia                       | Roger Deakins                                             | Guanyadora |
| 1995 | Camerimage                                | Millor fotografia                       | Roger Deakins                                             | Nominat    |
| 1995 | Casting Society of America, EUA           | Casting                                 | Deborah Aquila                                            | Nominat    |
| 1995 | Chlotrudis                                | Millor actor                            | Morgan Freeman                                            | Guanyador  |
| 1995 | Chlotrudis                                | Millor actor                            | Tim Robbins                                               | Nominat    |
| 1995 | Directors Guild of America                | Millor director                         | Frank Darabont                                            | Nominat    |
| 1995 | Premi Grammy                              | Millor música                           | Thomas Newman                                             | Nominat    |
| 1995 | Heartland Film Festival                   | Millor pel·lícula                       |                                                           | Guanyadora |
| 1995 | Hochi Film                                | Pel·lícula estrangera                   |                                                           | Guanyadora |
| 1995 | Humanitas Prize                           | Millor pel·lícula                       |                                                           | Guanyadora |
| 1995 | Kinema Junpo                              | Pel·lícula estrangera (Readers' Choice) |                                                           | Guanyadora |
| 1995 | Kinema Junpo                              | Pel·lícula estrangera (Kinema Junpo)    |                                                           | Guanyadora |
| 1995 | Screen Actors Guild                       | Millor actor                            | Morgan Freeman Tim Robbins                                | Nominats   |
| 1995 | USC Scripter                              | guió i Autor de l'Obra                  | Frank Darabont Stephen King                               | Guanyadors |
| 1995 | Writers Guild of America                  | Millor guió                             | Frank Darabont                                            | Nominat    |
| 1996 | Mainichi Film Concours                    | Pel·lícula estrangera                   |                                                           | Guanyadora |